# 이에르 (에손주)

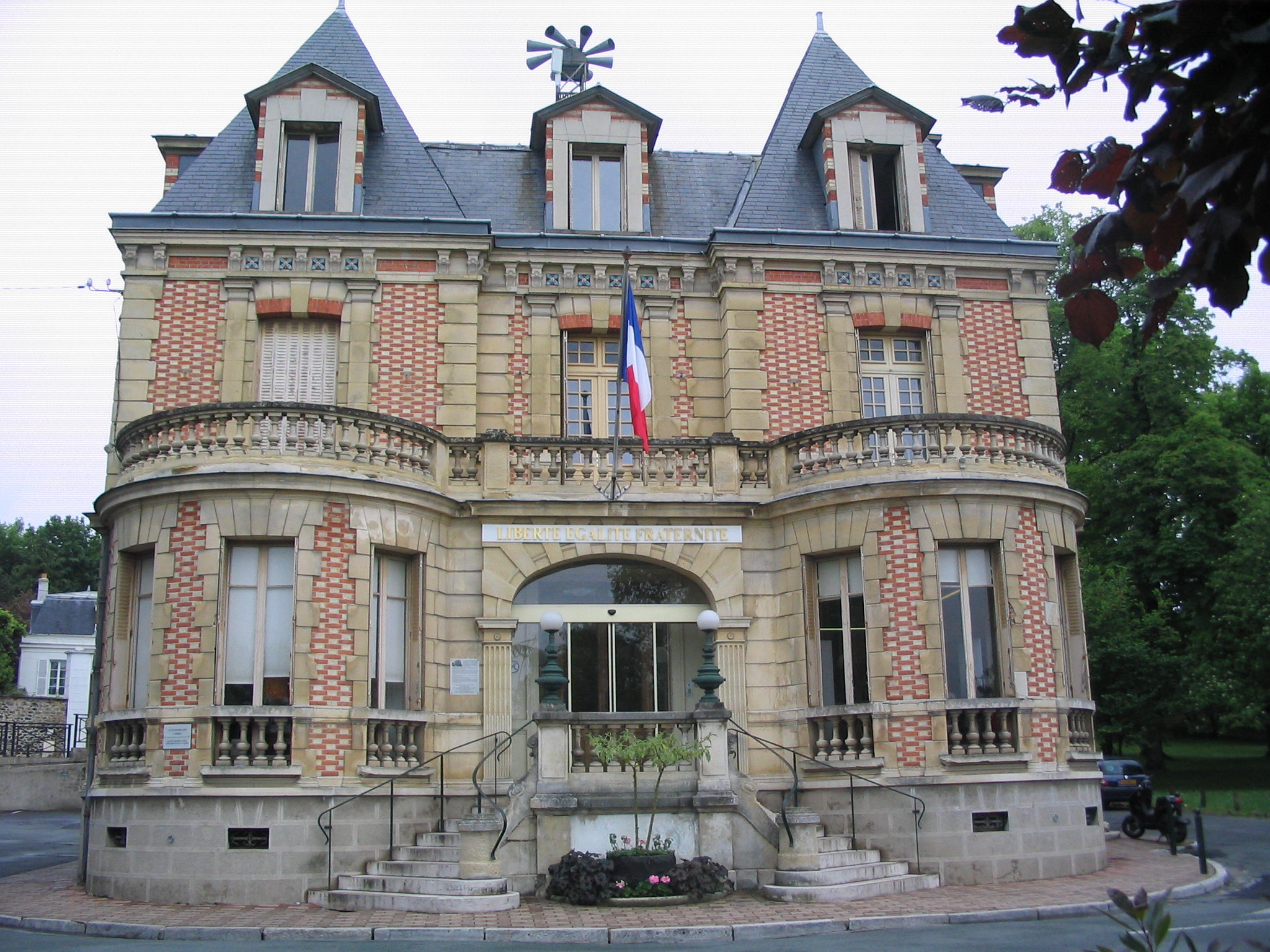
이에르 시청

이에르(프랑스어: Yerres)는 프랑스 일드프랑스 에손주에 위치한 도시로 면적은 9.84km2, 인구는 29,113명(2006년 기준), 인구 밀도는 3,000명/km2이다. 파리에서 18.3km 정도 떨어진 곳에 위치한다.

시 문장

## 인구
| 연도 | 인구   | ±%    |
| ---- | ------ | ----- |
| 2006 | 28,572 | —     |
| 2007 | 28,789 | +0.8% |
| 2008 | 29,041 | +0.9% |
| 2009 | 28,909 | −0.5% |
| 2010 | 29,050 | +0.5% |
| 2011 | 28,933 | −0.4% |
| 2012 | 28,784 | −0.5% |
| 2013 | 28,797 | +0.0% |
| 2014 | 28,934 | +0.5% |
| 2015 | 28,921 | −0.0% |
| 2016 | 28,820 | −0.3% |

## 같이 보기
- 에손주의 코뮌 목록